# باغلان
باغلان (بالويلزية: Baglan) هي منطقة سكنية وضاحية تقع في نيث بورت تالبوت في ويلز، المملكة المتحدة. تقع البلدة بين مدينتي بورت تالبوت ونيث، وهي جزء من مقاطعة غلامورغان التاريخية. بلغ عدد سكانها حوالي 6,414 نسمة حسب تعداد عام 2011.

## الجغرافيا
تقع باغلان على الساحل الجنوبي لويلز، وتحدها من الجنوب خليج سوانزي، ومن الشمال تلال باغلان. تضم المنطقة أحياء سكنية قديمة وحديثة، إضافة إلى منطقة صناعية ومنطقة أعمال تُعرف باسم Baglan Energy Park.

## التاريخ
تمتلك باغلان جذورًا تاريخية تعود إلى العصور الوسطى، وسميت نسبةً إلى القديس باغلان الذي يُقال إنه أنشأ كنيسة في المنطقة في القرن السادس. وتوجد بقايا لكنيسة قديمة تُعرف باسم "كنيسة سانت كاثرين القديمة".
في العصر الصناعي، شهدت باغلان توسعًا كبيرًا نتيجة نمو صناعة الفحم والحديد في المنطقة، ولاحقًا أصبحت موقعًا لمحطة طاقة ومركز أعمال.

## البنية التحتية
- تحتوي باغلان على محطة قطار تُدعى محطة باغلان، تربطها بخط الساحل الجنوبي لويلز.
- تضم المنطقة مدارس ابتدائية وثانوية، ومراكز تجارية وخدمية.
- يشتهر **Baglan Energy Park** كمركز للتكنولوجيا والطاقة المستدامة.

## السياسة
تُشكّل باغلان منطقة انتخابية ضمن مجلس نيث بورت تالبوت، وتمثلها مقاعد في البرلمانين البريطاني والويلزي تحت اسم دائرة "أبر آفن".

## الأماكن البارزة
- Baglan Park – حديقة عامة تضم ملاعب ومساحات خضراء.
- كنيسة سانت كاثرين – كنيسة أنجليكانية بارزة في المنطقة.
- Baglan Way – طريق رئيسي يربط المنطقة بمدينة بورت تالبوت.